# Бугарска на Европском првенству у атлетици у дворани 1973.
Бугарска је учествовала на 4. Европском првенству у атлетици у дворани 1973. одржаном у Ротердаму, Холандија, 10. и 11. марта. Репрезентацију Бугарске у њеном четвртом учешћу на европским првенствима у дворани представљало је 18 спортиста (5 мушкрца и 13 жена) који су се такмичили у 12 дисциплина 4 мушке и 8 женских.
Са 4 освојене медаље (3 златне и 1 сребрна) Бугарска је у укупном пласману заузела 2. место од 16 земаља које су на овом првенству освајале медаље, односно 24 земље учеснице. Најуспешнији представници Бугарске на овом Првенству биле су  атлетичарке Стефка Јорданова  (800 м)  и Јорданка Благоева (скок увис) које су у својим дисциплинама поставиле нове светске рекорде.
У табели успешности (према броју и пласману такмичара који су учествовали у финалним такмичењима (првих 8 такмичара)) Бугарска је  заузела 5. место са 56 бодова  од 22 земље које су имале представнике у финал,  односно само Данска и Исланд нису имале нијеног финалисту.
| Плас. | Земља    | 1. место | 2. место | 3. место | 4. место | 5. место | 6. место | 7. место | 8. место | Бр. финал. - Бод. |
| ----- | -------- | -------- | -------- | -------- | -------- | -------- | -------- | -------- | -------- | ----------------- |
| 5.    | Бугарска | 3 − 24   | 1 − 7    | -        | 3 - 15   | 1 − 4    | 2 - 6    | −        | −        | 10 − 56           |

## Учесници
| Бр. | Дисциплина | Мушкарци                       | Жене                            | Укупно |
| --- | ---------- | ------------------------------ | ------------------------------- | ------ |
| 1.  | 60 м       | Мирољуб Стојчев Красимир Гутев | Јорданка Јанкова Иванка Валкова | 4      |
| 2.  | 400 м      |                                | Лиљана Тодорова                 | 1      |
| 3.  | 800 м      |                                | Светла Слатева Стефка Јорданова | 2      |
| 4.  | 1.500 м    |                                | Тонка Петрова                   | 1      |
| 5.  | 3.000 м    | Михаил Шелев                   | −                               | 1      |

| Бр. | Дисциплина   | Мушкарци       | Жене                                               | Укупно   |
| --- | ------------ | -------------- | -------------------------------------------------- | -------- |
| 6.  | 60 м препоне |                | Иванка Кошничарска Недјалка Ангелова               | 2        |
| 7.  | Скок увис    | Петар Јорданов | Јорданка Благоева                                  | 2        |
| 8.  | Скок удаљ    |                | Диана Јоргова Недјалка Ангелова**                  | 2        |
| 9.  | Бацање кугле | Валчо Стојев   | Иванка Христова Радостина Васекова Елена Стојанова | 4        |
|     | Укупно (9)   | 5              | 13 (14)*                                           | 18 (19)* |

- Број звездица уз име такмичара означава у колико је дисциплина учествовао.

## Освајачи медаља (4)

### Злато (3)
- Стефка Јорданова — 800 м
- Јорданка Благоева — скок увис
- Дијана Јоргова — скок удаљ

### Сребро (1)
- Тонка Петрова — 1.500 м

## Светски рекорди постигнути на ЕПд 1973.
| Дисциплина  | Датум        | Нови рекорд       | Нови рекорд | Стари рекорд      | Стари рекорд | Стари рекорд      | Стари рекорд |
| ----------- | ------------ | ----------------- | ----------- | ----------------- | ------------ | ----------------- | ------------ |
| Дисциплина  | Датум        | Атлетичари        | Резултат    | Атлетичари        | Резултат     | Датум             |              |
| 800 м Ж     | 11. март 73. | Стефка Јорданова  | 2:02,65 СР  | Светла Златева    | 2:02,9       | 25. фебруар 1973. |              |
| Скок увис Ж | 11. март 73. | Јорданка Благоева | 1,92 СР     | Јорданка Благоева | 1,91         | 18. фебруар 1973. |              |

## Резултати

### Мушкарци
| Атлетичар       | Дисциплина   | Лични рекорд | Квалификације | Квалификације | Полуфинале           | Полуфинале           | Финале               | Финале    | Детаљи |
| Атлетичар       | Дисциплина   | Лични рекорд | Резултат      | Место         | Резултат             | Место                | Резултат             | Место     | Детаљи |
| --------------- | ------------ | ------------ | ------------- | ------------- | -------------------- | -------------------- | -------------------- | --------- | ------ |
| Мирољуб Стојчев | 60. м        |              | 6,82          | 3. у гр. 1 КВ | 6,79 ЛРд             | 5. у пф. 2           | Није се квалификовао | = 10,33   |        |
| Красимир Гутев  | 60. м        |              | 6,96 ЛРд      | 4. у гр. 1    | Није се квалификовао | Није се квалификовао | Није се квалификовао | =28. / 32 |        |
| Михаил Желев    | 3.000 м      |              | 8:09,06 ЛРд   | 8. у гр. 2    |                      |                      | Није се квалификовао | 17. / 21  |        |
| Петар Богданов  | скок увис    |              |               |               |                      |                      | 2,11                 | 11. / 19  |        |
| Валчо Стојев    | бацање кугле |              | 19,29         |               |                      |                      |                      |           |        |

### Жене
| Атлетичарка        | Дисциплина   | Лични рекорд | Квалификације | Квалификације | Полуфинале            | Полуфинале            | Финале                | Финале   | Детаљи |
| Атлетичарка        | Дисциплина   | Лични рекорд | Резултат      | Место         | Резултат              | Место                 | Резултат              | Место    | Детаљи |
| ------------------ | ------------ | ------------ | ------------- | ------------- | --------------------- | --------------------- | --------------------- | -------- | ------ |
| Јорданка Јанкова   | 60 м         |              | 7,38 ЛРд      | 3. у гр. 2    | 7,38 =ЛРд             | 4. у пф. 2            | Није се квалификовала | 7. / 26  |        |
| Иванка Валкова     | 60 м         |              | 7,42 ЛРд      | 1. у гр 2 КВ  | 7,42 =ЛРд             | 4. у пф. 1            | Није се квалификовала | 8. ( 26  |        |
| Лиљана Тодорова    | 400 м        |              | 54,56 ЛРд     | 2. у гр. 2    | 54,26 ЛРд             | 4. у пф 1             | Није се квалификовала | 6. / 16  |        |
| Светла Златева     | 800 м        | 2:02,9 СРд   | 2:07,05       | 1. у гр. 1 КВ |                       |                       | 2:03,59               | 4./ 11.  |        |
| Стефка Јорданова   | 800 м        |              | 2:07,42       | 2. у гр. 2 КВ | 2:02,65 СРд           |                       |                       |          |        |
| Тонка Петрова      | 1.500 м      |              |               |               |                       |                       | 4:17,20               | 4./ 11.  |        |
| Иванка Кошничарска | 60 м препоне |              | 8,53          | 4. у гр. 2 КВ | 8,48 ЛРд              | 64. у пф. 1           | Није се квалификовала | 10. / 16 |        |
| Недјалка Ангелова  | 60 м препоне |              | 8,69 ЛРд      | 6. у гр. 1    | Није се квалификовала | Није се квалификовала | Није се квалификовала | 15. ( 16 |        |
| Јорданка Благоева  | скок увис    |              |               |               |                       |                       | 1,92 СРд              |          |        |
| Диана Јоргова      | скок удаљ    |              | 6,45 ЛРд      |               |                       |                       |                       |          |        |
| Недјалка Ангелова  | скок удаљ    | 6,13         | 6,13 =ЛРд     | 4. / 7        |                       |                       |                       |          |        |
| Иванка Христова    | бацање кугле |              | 17,92         | 4. / 8        |                       |                       |                       |          |        |
| Елена Стојанова    | бацање кугле |              | 17,77         | 5. / 8        |                       |                       |                       |          |        |
| Радостина Васекова | бацање кугле | 17,28        | 16,13 =ЛРд    | 6. / 8        |                       |                       |                       |          |        |

## Биланс медаља Бугарске после 4. Европског првенства у дворани 1970—1973.
|      | ЕП     |   |   |   |    | УП  |
| 1.   | 1970.  | 0 | 0 | 0 | 0  | 0   |
| 2.   | 1971.  | 0 | 0 | 3 | 3  | 11. |
| 3.   | 1972.  | 0 | 0 | 3 | 3  | 12. |
| 4.   | 1973.  | 3 | 1 | 0 | 3  | 2.  |
| 1-4. | Укупно | 3 | 1 | 6 | 10 | 8.  |

|    | Атлетичар/ка      |   |   |   |   |
| -- | ----------------- | - | - | - | - |
| 1. | Јорданка Благоева | 1 | 0 | 1 | 2 |
| 1. | Стефка Јорданова  | 1 | 0 | 1 | 2 |
| 3. | Тонка Петрова     | 0 | 1 | 1 | 2 |
| 4. | Светла Златева    | 0 | 0 | 2 | 2 |

## Бугарски освајачи медаља после 4. Европског првенства 1970—1973.
|     | Атлетичар/ка                                                             | м | ж | ЕП       | Дисциплина |   |   |   |    |
| --- | ------------------------------------------------------------------------ | - | - | -------- | ---------- | - | - | - | -- |
| 1.  | Иванка Венкова, Иванка Кошничарска Софка Казанчева, Монка Бобчрва        |   | ж | 1971.    | 4 х 200 м  |   |   |   |    |
| 2.  | Светла Златева (1), Стефка Јорданова(1) Dshena Бинева, Тонка Петрова (1) |   | ж | 1971.    | 4 х 400 м  |   |   |   |    |
| 3.  | Krestyu Христов, Александер Јанев Александер Попов, Јордан Попов         | м |   | 1971.    | 4 х 400 м  |   |   |   | 3  |
| 4.  | Светла Златева (2)                                                       |   | ж | 1972.    | 800 м      |   |   |   |    |
| 5.  | Василена Амзина                                                          |   | ж | 1972.    | 1.500 м    |   |   |   |    |
| 6.  | Јорданка Благоева (1)                                                    |   | ж | 1972.    | скок увис  |   |   |   | 3  |
| 7.  | Стефка Јорданова (2)                                                     |   | ж | 1973.    | 800 м      |   |   |   |    |
| 8.  | Јорданка Благоева(2)                                                     |   | ж | 1973.    | скок увис  |   |   |   |    |
| 9.  | Дијана Јоргова                                                           |   | ж | 1973.    | скок удаљ  |   |   |   |    |
| 10. | Тонка Петрова (2)                                                        |   | ж | 1973.    | 1.500 м    |   |   |   | 4  |
|     | Укупно                                                                   | 1 | 9 | 1970—73. |            | 3 | 1 | 6 | 10 |